# Erwan Berthou
 (juillet 2025).
Si vous disposez d'ouvrages ou d'articles de référence ou si vous connaissez des sites web de qualité traitant du thème abordé ici, merci de compléter l'article en donnant les références utiles à sa vérifiabilité et en les liant à la section « Notes et références ».
Pour les articles homonymes, voir Berthou.
Erwan Berthou, alias Erwan Bertou, Yves Berthou, Kaledvoulc’h, Alc’houeder Treger ou encore Erwanig, né le 4 septembre 1861 à Pleubian où il est mort le 29 janvier 1933, est un poète français.

## Biographie

### Enfance et formation
Erwan Berthou fait ses études au petit séminaire de Tréguier (1873-1876), puis au collège de Lannion (1876-1877).
Il s’engage dans la Marine nationale pour 5 ans, ce qui lui permet de visiter les Antilles, l’Afrique et la Chine[réf. nécessaire].

### Vie de famille
Le 12 juin 1892, il épouse au Havre Élisa Anatalie Mézeray, née à Honfleur et originaire de Bretagne. Il est alors dessinateur aux Forges et Chantiers de la Méditerranée.
Il est nommé en 1892 à Rochefort.
Erwan Berthou est de retour au Havre à la fin de l’année 1896. Il collabore à la revue L'Hermine et à la Revue des provinces de l'Ouest. En 1897, il fait paraître une petite revue, La Trêve de Dieu, qui ne dure qu’un an. Il est ingénieur à Paris en 1898 dans la construction mécanique aux Établissements Niclausse.
En 1899, il fait partie des vingt-deux Bretons qui se rendent à Cardiff et sont reçus par le Gorsedd gallois.
Engagé dans le mouvement régionaliste, il est membre de l’Union régionaliste bretonne. Il participe à toutes les phases de la création du Gorsedd de Bretagne dont il est Grand-Druide de 1903 à 1933 sous le nom Kaledvoulc’h. Il participe épisodiquement à la revue Brug d'Émile Masson.
En 1918, il revient vivre à Pleubian pour reprendre la ferme de ses parents. Sa déception est grande. Il se retrouve dans la misère à la suite de l’inflation d’après-guerre. Les dernières années sont si misérables que sa femme en perd la raison et devient folle. François Taldir-Jaffrenou et le notaire Francis Even (d) organiseront une quête dans le Mouvement breton pour leur venir en aide.

## Œuvre
Son importante œuvre en breton est teintée de panthéisme.
- Cœur breton, premières poésies, 1892
- La Lande fleurie, 1894
- Les Fontaines miraculeuses, 1896
- Âmes simples, poème dramatique, 1896
- La Semaine des Quatre Jeudis, ballades, 1898
- Le Pays qui Parle, poème, 1903.
- Dre an delen hag ar c'horn-boud. — Par la harpe et par le cor de guerre, Zant-Briek René Prud'homme / Paris Moriz an Dault 1904
- Deut e-leiz. Var don An Dukes Anna, 1905[5]
- Triades des Bardes de l’île de Bretagne, 1906
- Istor Breiz, 1910.
- Kevrin Barzed Breiz, traité de versification bretonne, 1912.
- Les Vessies pour des Lanternes, polémique, 1913.
- Lemenik, skouer ar Varzed, 1914[6].
- Ivin ha Lore, gwerziou, 1914.
- Dernière Gerbe, poésies, 1914.
- Avalou Stoup, rimadellou, 1914.
- Hostaliri Surat, 1914.
- Daouzek Abostol, 1928.
- Sous le chêne des druides, P. Heugel Éditeur 1931
- En Bro-Dreger a-dreuz parkoù (1910-1911), réédition Mouladurioù Hor Yezh, 1985
- Lemenik : skouer ar varzhed. - Lesneven : "Hor yezh", 2001

## Hommages
Plusieurs villes de Bretagne ont donné son nom à une rue ; on peut citer notamment Lannion, Nantes, Pleubian, Tréguier.

## Archives
Un Fonds Yves Berthou a été déposé à la Bibliothèque Yves Le Gallo du Centre de recherche bretonne et celtique (CRBC) de l'université de Bretagne occidentale. Il comprend 8 boîtes d'archives dont l'inventaire est disponible sur le site du CRBC. Une partie du fonds a été numérisée et a été publiée sur la bibliothèque numérique du CRBC.

### Sources et bibliographie
- Philippe Le Stum, « Yves Berthou-Kaledvoulc'h, grand-druide », Les Cahiers de l'Iroise, janvier-mars 1988, p. 12-19.
- Philippe Le Stum, Le Néo-druidisme en Bretagne. Origine naissance et développement, Rennes, Ouest-France, coll. « De mémoire d’homme », 1998.
- Thierry Châtel, Buhez hag Oberoù Erwan Vertoù-Kaledvoulc'h (1861-1933), Lesneven, Hor Yezh, 1997
- Thierry Châtel, Vie et œuvre d'Yves Berthou, Ingénieur, poète et... grand-druide (1861-1933), condensé de la thèse de doctorat de l'auteur, Brest, Éditions du Liogan, 1997
- Emmanuel Salmon-Legagneur (dir.) et al. (préf. Yvon Bourges, ancien ministre, président du conseil régional de Bretagne), Les noms qui ont fait l'histoire de Bretagne : 1 000 noms pour les rues de Bretagne, Spézet, Coop Breizh et Institut culturel de Bretagne, 1997, 446 p. (ISBN 978-2-84346-032-6), p. 47Notice d'Alan Le Cunff.